# 若纳坦·西塞罗·莫雷拉
若纳坦·西塞罗·莫雷拉（葡萄牙語：Jonathan Cícero Moreira；1986年2月27日—）是一名已退役巴西足球运动员，司职右后卫。

## 俱乐部生涯
若纳坦出道于巴西足球甲级联赛球队克鲁塞罗。他在2005年7月24日克鲁塞罗主场3比2击败桑托斯的联赛中首次代表克鲁塞罗出场。2007年4月25日，他在客场3比0战胜科林蒂安的联赛中打进职业生涯的首个进球。
在代表克鲁塞罗效力6个赛季后，2010年12月，桑托斯以200万欧元的价格购入若纳坦50%所有权（克鲁塞罗保持另外50%的所有权）。其中，桑托斯俱乐部支付120万欧元获得若纳坦30%的所有权，桑托斯的投资合伙人Teisa公司用80万买下另外20%所有权。若纳坦和桑托斯的合同签到2014年，最低解约金为1500万欧元。2011年上半年，他和桑托斯俱乐部一起获得圣保罗州足球甲级联赛和2011年南美解放者杯冠军。
2011年7月15日，意大利足球甲级联赛球队国际米兰宣布以500万欧元买下若纳坦。若纳坦和国际米兰签订了4年的合同。若纳坦在国际米兰的表现一般，很难得到出场机会，在2011/12赛季的冬季转会窗中，他被租借到帕尔马。他在下半赛季代表帕尔马出场12次，并在4月12日帕尔马2比0击败诺瓦拉的比赛射进登陆意甲后的首个进球，赛季结束后回归国际米兰。

## 荣誉

### 俱乐部
- 克鲁塞罗
  - 米纳斯吉拉斯州甲级联赛：2006, 2008, 2009

- 桑托斯
  - 圣保罗州足球甲级联赛：2011
  - 南美解放者杯：2011

### 国家队
- 巴西U-17
  - U17世界杯足球赛：2003